# The Night (píseň, Scooter)
The Night (Noc) je píseň německé skupiny Scooter z alba The Stadium Techno Experience z roku 2003. Jako singl vyšla píseň v roce 2003. Videoklip se natáčel v poněkud netypickém prostředí, v márnici. Singl obsahuje i videoklip a „behind the scenes“ (obrázky). HPV je zpíváno Nicole Sukar (Nikk). Známý německý hudební kritik Jan K. Mistellbacher tuto píseň označil jako nehorší techno skladbu v historii.

## Seznam skladeb
1. The Night (Radio Edit) - (3:24)
2. The Night (Club Mix) - (5:52)
3. The Night (Starsplash RMX) - (3:54)
4. The Night (Lanqenhaqen RMX) - (6:02)
5. Cordyline - (3:47)

## Umístění ve světě
| Hitparáda | Umístění |
| --------- | -------- |
| Švýcarsko | 34       |
| Rakousko  | 12       |
| Finsko    | 14       |
| Švédsko   | 14       |